# Xysticus concinnus
Xysticus concinnus là một loài nhện trong họ Thomisidae.
Loài này thuộc chi Xysticus. Xysticus concinnus được miêu tả năm 1875 bởi Kroneberg.